# Chris Porter (football)
Pour les articles homonymes, voir Chris Porter et Porter.
Christopher John Porter (né le 12 décembre 1983 à Wigan, Angleterre) est un footballeur anglais.

## Parcours en club
- 2002-2005 : Bury FC -  Angleterre

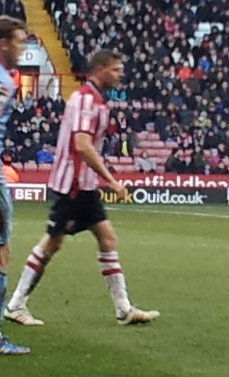
Chris Porter en décembre 2013 avec Sheffield United

- 2005-2007 : Oldham Athletic -  Angleterre
- 2007-jan.2009 : Motherwell FC -  Écosse
- jan.2009-2011 : Derby County -  Angleterre
- 2011-2015 : Sheffield United[1] -  Angleterre
  - fév. 2013-mars 2013 : Shrewsbury Town  Angleterre (prêt)
  - oct. 2013-novembre 2013 : Chesterfield FC  Angleterre (prêt)
- 2015-2017 : Colchester United  Angleterre
- 2017- : Crewe Alexandra  Angleterre

## Palmarès

### En club
- Crewe Alexandra
  - vice-champion d'Angleterre de D4 en 2020.